# 細野藤光
細野 藤光（ほその ふじみつ）は、戦国時代の武将。

## 生涯
伊勢国の国人・長野工藤氏14代当主・長野稙藤の子として誕生。分家の細野氏を継いだ。
弘治年間に安濃城を築城し、細野城から居城を移した。宿敵・北畠家の備えとして何度も戦ったといわれている。